# Torta del Casar
Le torta del Casar est un fromage de lait de brebis originaire de Casar de Cáceres, en Estrémadure, en Espagne. Il dispose d'une appellation d'origine protégée depuis 1999.